# 波士顿地铁
波士顿地铁（英語：MBTA Subway）是在美国马萨诸塞州波士顿市及周边地区运营的地铁系统，目前由马萨诸塞湾交通局运营。该系统于1897年开通了美国历史上第一条地铁，目前有四条线路组成，其中红线、橙线、及蓝线为高运量系统地铁，绿线及红线的延长线阿什蒙特－马塔潘高速线为轻轨。

## 历史

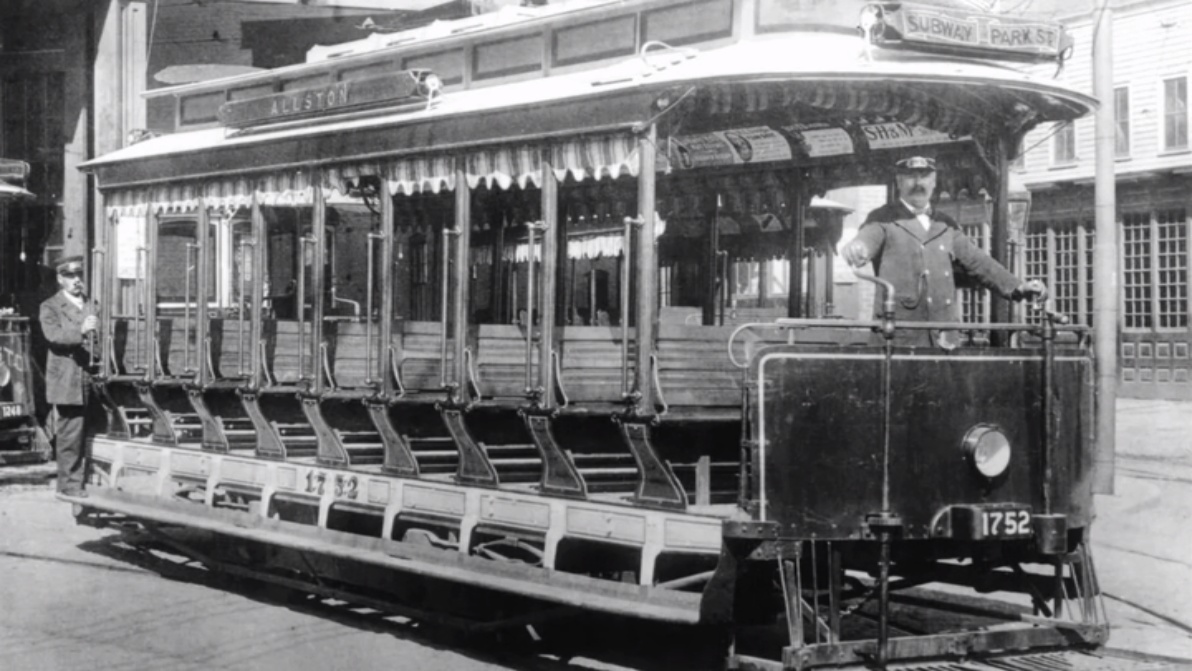
由老司机吉米·里德（Jimmy Reed）驾驶的1752号有轨电车在1897年9月1日成为波士顿地铁系统中第一辆以常规交通方式行驶的地铁车之后，在此显示。这也标志着美国地铁交通的开始状态。

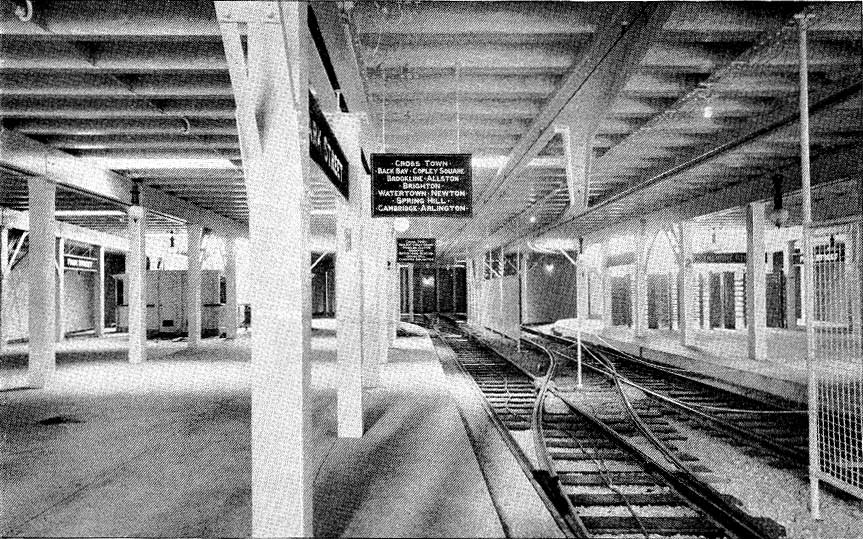
波士顿地铁绿线公园街车站开放后不久，大约1898年

1897年9月開放，位於公園街和博伊爾斯頓車站之間的綠線隧道全線四線段是美國的第一條地鐵，並被指定為國家歷史地標。到1912年，現在的綠線、橙線、藍線和紅線隧道的市區部分全部投入使用。快速運輸網絡的補充發生在1900年代的大多數年代，並在2000年代隨著銀線的加入而延續快速公交和計劃的綠線擴建。

## 线路

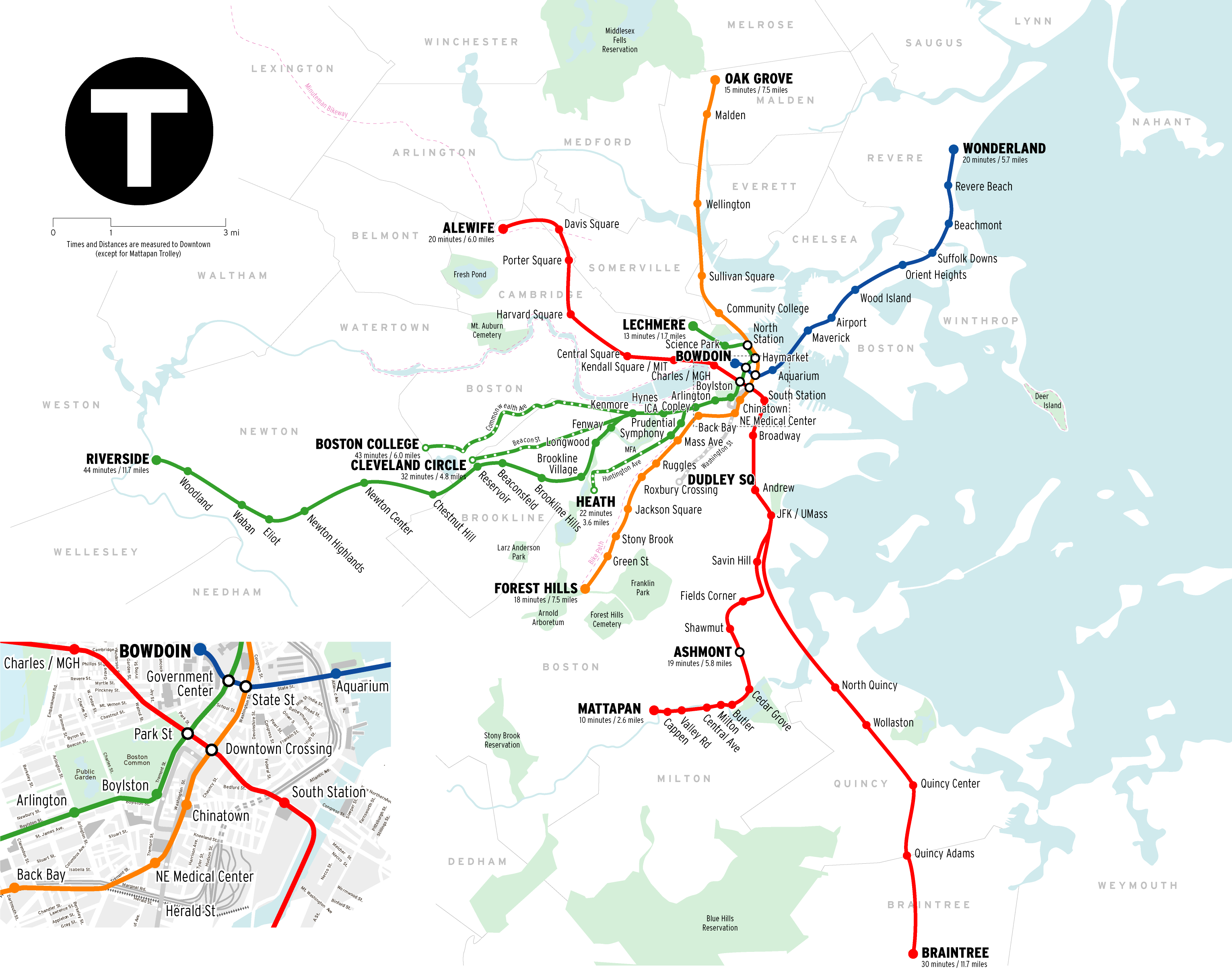
2003年后的波士顿地铁线路图，按照真实比例绘制

波士顿地铁有三条高运量系统地铁线路，分别是红线、橙线及蓝线，另外有两条轻轨，分别是绿线及红线的延长线阿什蒙特－马塔潘高速线。地铁线路以波士顿市区向外辐射，四条轨道交通线路在市区交叉成为一个四边形，其中在市区几乎平行的橙线及绿线有两个换乘站。波士顿地铁的颜色是1965年8月26日由剑桥七人联合会建筑公司提出，自此就一直伴随波士顿地铁各线路使用。

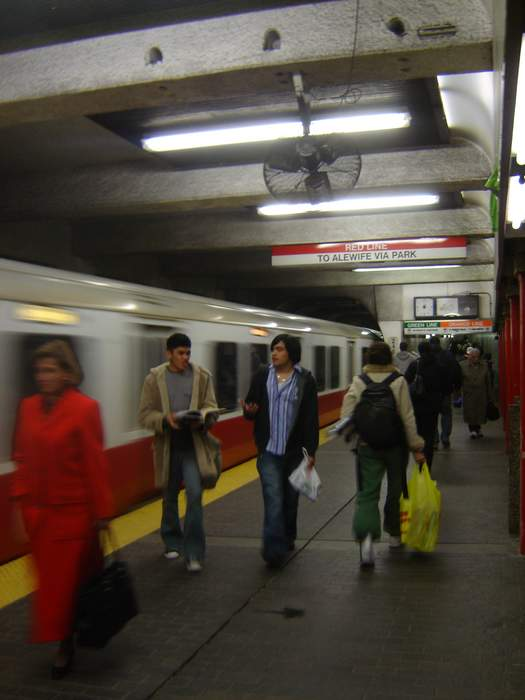
红线的市中心十字站

波士顿地铁橙线最早是因为沿着橙色大街运行而得名（如今该街已改名为华盛顿大街），绿线是因为一部分是沿绿宝石项链公园系统运行，蓝线因为要穿越波士頓港,以海水为主基调色，红线是因为它最早的北端终点是哈佛大学，而该校校色为大红色。

### 红线
波士顿红线全长33千米，其中地下段14千米。全线有22个车站，南端有两条支线。从灰西鲱站到阿什蒙特需时37分钟，到布伦特里要46分钟。其中在阿什蒙特可以转乘阿什蒙特–麦特潘高速线。红线在南端的两条支线分别通往阿什蒙特及布伦特里，两条支线分别以各自的终点站命名。从哈佛到公园街站的地铁线路是1912年该市最早建成的高运量地铁系统，唯哈佛站已于1983年易址。

### 阿什蒙特－马塔潘高速线
阿什蒙特－马塔潘高速线在地图上看起来似乎属于红线的一部分，但是实际上是用之前绿线淘汰下来的轻轨车辆运行。该线路始于1929年。线路有部分平交路口。

### 蓝线
蓝线从保丁站到梦幻之地站，长9.5千米，其中3.4千米在地下，有12个车站，全程运行时间约23分钟。

### 橙线
橙线从橡树林站到森林山站，全长18千米，其中3千米在地下，7.5千米高架，有19个车站，全程运行时间约33分钟。

### 绿线
绿线全长36.4千米，其中7.2千米在地下，1.2千米高架，其在西段有四条支线，其中B支线通往波士顿学院（Boston College），C线终点站为克利夫兰环岛站（Cleveland Circle），D线终点站为河滨（Riverside），E线终点站为希思街（Heath Street）。绿线从公园街站到博伊尔斯顿站是美国历史上最早的一段地下铁，建成于1897年。曾经的绿线的A线终点站是水城广场，按照波士顿地铁绿线的命名方式是最北端的一条支线，E线以前的终点站为阿博维，现在这两段支线已经废弃。

### 银线
波士顿银线是一条BRT线路，通过部分位于地下的公車专用道连接华盛顿大街走廊、南波士顿码头公交专用道以及洛根国际机场。这条线路由地面的公車专用道、一条长约1英里的隧道，以及3个地下车站组成。

### 未来发展及被擱置的計劃
2005年，副州長凱莉·希利預計延長線終將於2017年開工。2008年4月的州債券包含了計畫規劃資金。除此以外，計畫還獲得了2500萬美元的聯邦撥款。工程環境影響報告書草案預計於2008年末完成，另外由於麻薩諸塞灣交通局忙於按時將綠線延長至薩莫維爾和梅德福市，藍線延長線被暫時擱置。
2012年曾有計劃重建藍線與紅線的轉乘車站，整段軌道將位於地下，轉乘站計劃為查爾斯/麻省總醫院站，軌道之間不會有直接連接，然而由於缺少明確的資金來源，計畫一直被擱置。
绿线被延长线正在建设中，一条支线从莱希米尔站向北延长5.4公里到西梅德福，途径薩默維爾及塔夫茨大學。另一条延长1.4公里到联合广场。

## 车辆
波士顿的三条重型地铁线路是互不兼容的。一条线路上的列车必须经过改造才能到另外一条线路上运行。橙线跟蓝线的列车比较接近，经过改造的话蓝线列车可以到橙线上去运行，不过因为改造所费不赀，其实没有进行。有些西门子为蓝线制造的列车曾经在上线运行前在橙线上进行过试运行。各线路之间没有联络线，除了红线跟阿什蒙特－马塔潘高速线。除了蓝线以外其他线路都有跟美国国家鐵路相连的联络线，各线列车曾经通过这种方式交付线路运营方使用。
2014年10月，馬薩諸塞灣交通局(MBTA)正式宣布以5.67亿美元向中国北车长客股份公司采购284辆地铁车辆，用于装备波士顿红线和橙线地铁。包括152辆橙线车、132辆红线车，设计运行速度63英里/小时，年行车里程8万英里，服务年限30年。以北车长客为组建基础的“北车美国公司”将在麻省春田市(斯普林菲尔德)投资6000万美元建设总部与生产车间，并在此组装MBTA车厢，为当地创造超过250个就业岗位。新车厢将从2018年起交付。

## 營運狀況
在2005财年里，每个工作日波士顿的地铁和轻轨一共有 628,400 名乘客搭乘（包括银线 ，一条BRT线路），占马萨诸塞湾交通局全系统使用人数的55%。